# Ophiura
Ophiura is een geslacht van slangsterren, en het typegeslacht van de familie Ophiuridae.

## Soorten
Ondergeslacht Ophiura
- Ophiura acervata (Lyman, 1869)
- Ophiura aequalis (Lyman, 1878)
- Ophiura albata (Lyman, 1878)
- Ophiura albida Forbes, 1839 - Kleine slangster
- Ophiura amphitrites (Bell, 1888(
- Ophiura atacta H.L. Clark, 1911
- Ophiura bathybia H.L. Clark, 1911
- Ophiura calyptolepis H.L. Clark, 1911
- Ophiura clemens (Koehler, 1904)
- Ophiura crassa Mortensen, 1936
- Ophiura cryptolepis H.L. Clark, 1911
- Ophiura falcifera (Lyman, 1869)
- Ophiura fallax Cherbonnier, 1959
- Ophiura flagellata (Lyman, 1878)
- Ophiura flexibilis (Koehler, 1911)
- Ophiura floscellata Hertz, 1926
- Ophiura fluctuans Koehler, 1922
- Ophiura fraterna (Lyman, 1878)
- Ophiura gagara Djakonov, 1949
- Ophiura grubei Heller, 1863
- Ophiura imbecillis (Lyman, 1878)
- Ophiura imprudens (Koehler, 1906)
- Ophiura innoxia (Koehler, 1906)
- Ophiura kinbergi Ljungman, 1866
- Ophiura kofoidi McClendon, 1909
- Ophiura lanceolata H.L. Clark, 1939
- Ophiura lenticularis (Koehler, 1908)
- Ophiura leptoctenia H.L. Clark, 1911
- Ophiura lienosa (Lyman, 1878)
- Ophiura ljungmani (Lyman, 1878)
- Ophiura luetkenii (Lyman, 1860)
- Ophiura maculata (Ludwig, 1886)
- Ophiura micracantha H.L. Clark, 1911
- Ophiura mimaria (Koehler, 1908)
- Ophiura mitescens Koehler, 1922
- Ophiura monostoecha H.L. Clark, 1911
- Ophiura mundata (Koehler, 1906)
- Ophiura nana (Lütken & Mortensen, 1899)
- Ophiura nitida Mortensen, 1933
- Ophiura ooplax (H.L. Clark, 1911)
- Ophiura ophiura (Linnaeus 1758) - Gewone slangster
- Ophiura ossiculata (Koehler, 1908)
- Ophiura palliata (Lyman, 1878)
- Ophiura paucisquama Matsumoto, 1917
- Ophiura plana (Lütken & Mortensen, 1899)
- Ophiura podica (Koehler, 1910)
- Ophiura pteracantha Liao, 1982
- Ophiura quadrispina H.L. Clark, 1911
- Ophiura robusta (Ayres, 1854)
- Ophiura rouchi (Koehler, 1912)
- Ophiura sarsii Lütken, 1855
- Ophiura saurura (Verrill, 1894)
- Ophiura scomba Paterson, 1985
- Ophiura scutellata (Lütken & Mortensen, 1899)
- Ophiura spinicantha McKnight, 2003
- Ophiura stenobrachia H.L. Clark, 1917
- Ophiura tenera (Lyman, 1883)
- Ophiura trimeni Bell, 1905
- Ophiura umitakamaruae Seno & Irimura, 1968
- Ophiura undulata (Lyman, 1878)
- Ophiura verrucosa (Studer, 1876)
- Ophiura violainae (Cherbonnier & Sibuet, 1972)
- Ophiura zebra Djakonov, 1954

Ondergeslacht Dictenophiura
- Ophiura anoidea H.L. Clark, 1923
- Ophiura caledonica (Koehler, 1907)
- Ophiura carnea Lütken, 1858
- Ophiura ctenophora (H.L. Clark, 1909)
- Ophiura platyacantha McKnight, 2003
- Ophiura squamosa Baker, 1979
- Ophiura stellata (Studer, 1882)

Ondergeslacht Ophiuroglypha
- Ophiura aequatoris Hertz, 1927
- Ophiura ambigua (Lyman, 1878)
- Ophiura arntzi Manso, 2010
- Ophiura brevispinosa H.L. Clark, 1915
- Ophiura carinifera (Koehler, 1901)
- Ophiura costata (Lyman, 1878)
- Ophiura euryplax (H.L. Clark, 1939)
- Ophiura irrorata (Lyman, 1878)
- Ophiura jejuna (Lyman, 1878)
- Ophiura lymani (Ljungman, 1871)
- Ophiura rugosa (Lyman, 1878)
- Ophiura schmidtotti (Hertz, 1927)